# Neustadt an der Weinstraße
Neustadt an der Weinstraße, Neustadt a. d. Weinstraße, Neustadt a. d. W. (hist. Neustadt an der Haardt) – miasto na prawach powiatu w Niemczech, w kraju związkowym Nadrenia-Palatynat.

## Geografia

### Położenie
Miasto położone jest w południowo-zachodnich Niemczech, na pograniczu Lasu Palatynackiego na zachodzie i Niziny Górnoreńskiej na wschodzie. Miasto przedzielone jest ze wschodu na zachód przez rzekę Speyerbach (lewobrzeżny dopływ Renu).
Wraz z przynależnymi dzielnicami rozciąga się na przestrzeni 22,5 km w kierunku wschodnio-zachodnim i 9,5 km w kierunku północno-południowym. Najwyżej położonym punktem jest Hohe-Loog-Haus – 619 m n.p.m., najniżej położony punkt znajduje się w dzielnicy Geinsheim – 108 m n.p.m.

### Klimat

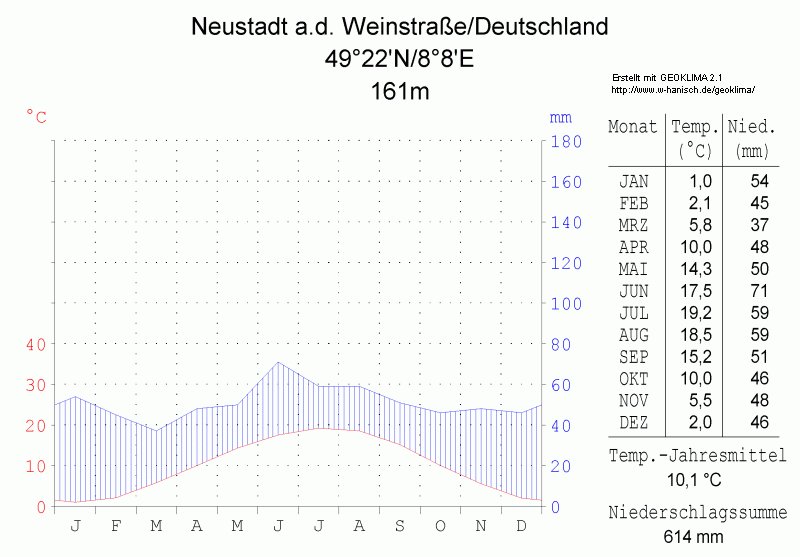
Diagram klimatyczny Neustadt a. d. W.

### Sąsiednie gminy
1. Deidesheim
2. Ruppertsberg
3. Meckenheim
4. Haßloch
5. Maikammer
6. Lambrecht (Pfalz)
7. Lindenberg

## Historia

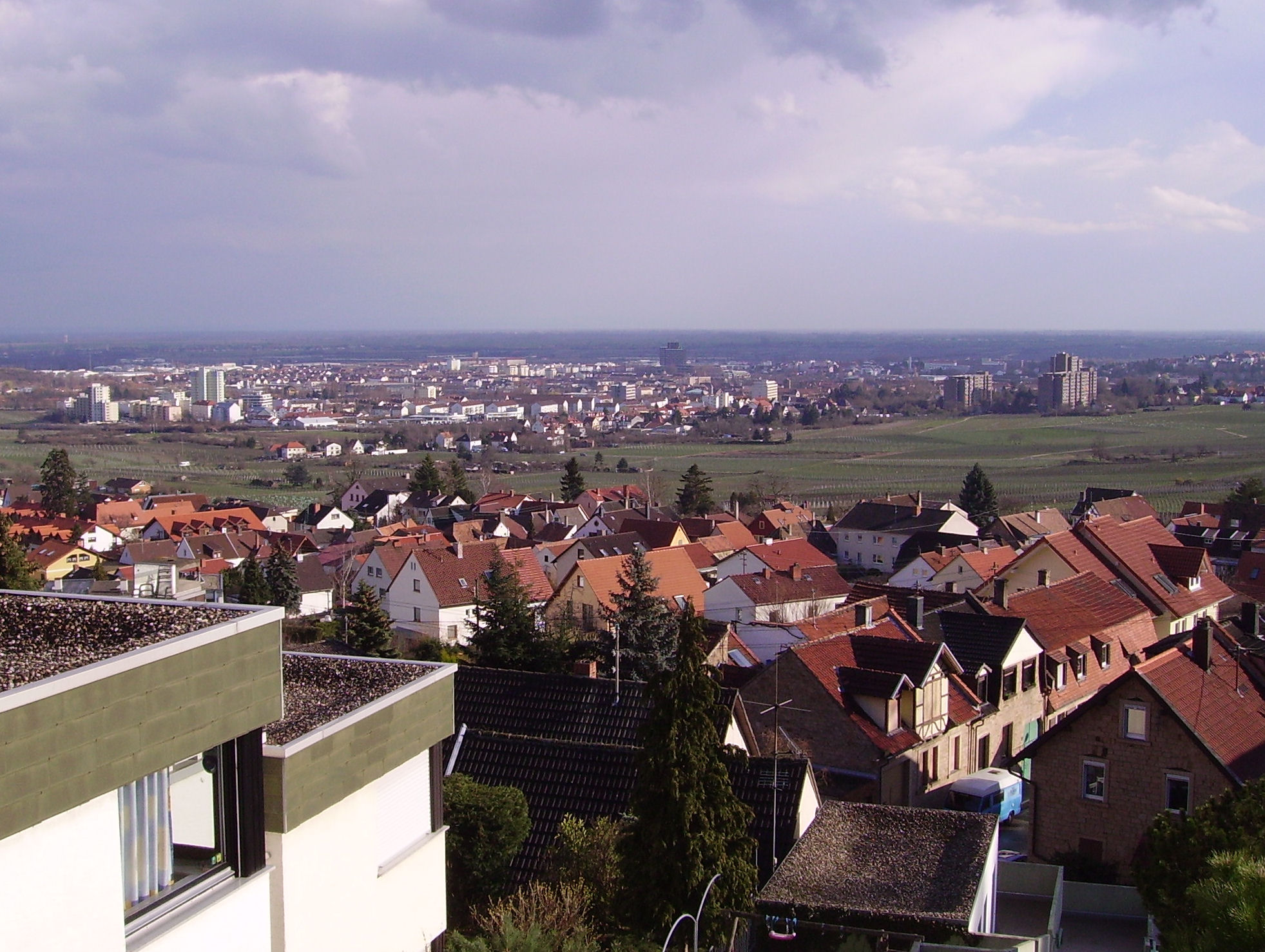
Neustadt an der Weinstraße

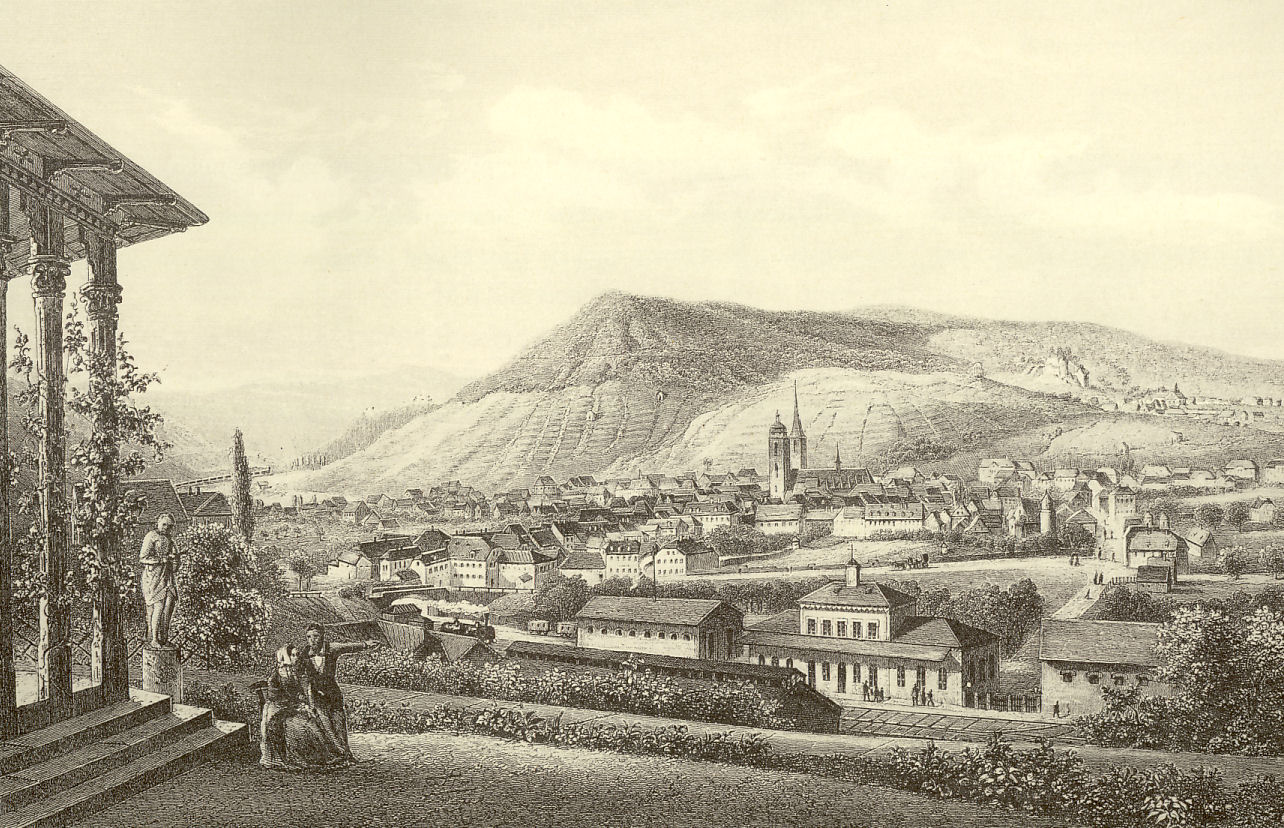
Historyczny Neustadt

### Kalendarium
| 774        |  | Pierwsza wzmianka w dokumentach o wsiach Winzingen, Lachen i Speyerdorf                                                                        |
| około 1200 |  | Budowa zamku Wolfsburg przez palatyna Ludwika I                                                                                                |
| XIII wiek  |  | Założenie "Neue Stadt" (pol. Nowego Miasta) przez palatyna Ludwika I i jego syna Ottona II poniżej zamku Winzingen.                            |
| 1254       |  | Miasto należało do Wielkiego Związku Miast Reńskich.                                                                                           |
| 1275       |  | Nadanie praw miejskich. |
| 1797–1815  |  | Neustadt należało do Francji (Mont Tonnerre)                                                                                                   |
| 1816–1945  |  | Neustadt należało do Królestwa Bawarii (powiat Rhein (niem. Rheinkreis), później Rheinpfalz)                                                   |
| 1832       |  | Hambacher Fest: Demonstracja 30 000 osób na zamku w miejscowości Hambach an der Weinstraße za demokracją i zjednoczeniem państwa niemieckiego. |
| 1847       |  | Otwarcie linii kolejowej Ludwigshafen am Rhein – Neustadt                                                                                      |
| 1892       |  | Przyłączenie do gminy wsi Winzingen |
| 1969/1974  |  | Przyłączenie do gminy dziewięciu okolicznych wsi winiarskich.                                                                                  |

### Toponimika nazwy
Miasto Neustadt an der Weinstraße w swej historii nosiło wiele nazw, wszystkie oznaczały „Nowe Miasto”:
| Przedział czasowy | Nazwa                      |
| ----------------- | -------------------------- |
| 1253              | Nova Civitas               |
| 1339              | Nuwenstadt                 |
| 1414              | Neunstat an der Hart       |
| 1452              | Nuwenstadt ann der Hart    |
| 1716              | Neustatt ahn der Haardt    |
| XIX w.            | Neustadt an der Haardt     |
| 1935/1937–1945    | Neustadt an der Weinstraße |
| 1945–1950         | Neustadt an der Haardt     |
| od 1950           | Neustadt an der Weinstraße |

## Podział administracyjny
Oprócz miasta głównego (30 166 mieszkańców) przynależy do niego dziewięć dzielnic:
Diedesfeld
2005 mieszkańców, położona ok. 4 km na południe od centrum, wchłonięta w 1969 roku
Duttweiler
986 mieszkańców, leży ok. 7 km na południowy wschód od centrum, wchłonięta w 1974 roku
Geinsheim
1970 mieszkańców, jest najdalej położoną dzielnicą miasta. Leży ok. 10 km na południowy wschód i została wchłonięta w 1969 roku
Gimmeldingen
2636 mieszkańców, leży ok. 3 km na północ i została wchłonięta w 1969 roku. Dzielnica znana z uprawy winorośli Gimmeldinger Meerspinne i festynu Mandelblütenfest (pol. Festyn Kwitnących Migdałów).
Haardt
2807 mieszkańców, położona ok. 1 km na północny wschód, wchłonięta w 1969 roku
Hambach an der Weinstraße
5503 mieszkańców, położona dokładnie na południe od centrum, wchłonięta w 1969 roku. Znany jest z zamku Hambach i demonstracji jaka się na nim odbyła w 1832 roku (Hambacher Fest)
Königsbach
1280 mieszkańców, położona ok. 5 km na północ, wchłonięta w 1969 roku
Lachen-Speyerdorf
5183 mieszkańców, po raz pierwszy wymieniona w dokumentach w 774 roku, położona ok. 5 km na południowy wschód, pierwotnie były to dwie miejscowości, wchłonięte w 1969 roku
Mußbach
4197 mieszkańców, położona ok. 3 km na północny wschód, wchłonięta w 1969 roku, w średniowieczu był tu folwark Herrenhof, który został w 1980 roku zamieniony na centrum kultury
Winzingen
Dużo starsze niż założone w początku XIII w. Nowe Miasto. Była to wioska winiarzy położona poniżej Speyerbachu, a więc na wschód od nowego założenia. Wchłonięte do Neustadt an der Haardt w 1892 roku. Samo Neustadt rozrosło się jeszcze bardziej na wschód, aż za Winzingen.

## Gospodarka
W mieście rozwinął się przemysł maszynowy, metalowy, papierniczy oraz winiarski.

## Transport

### Transport drogowy
Wybudowana w pobliżu w 1990 roku autostrada A65 dała miastu bardzo dobre połączenie drogowe z okolicznymi miastami. W około 20 minut można dojechać do Ludwigshafen am Rhein i Mannheimu, do Karlsruhe w 30 minut i Stuttgartu w 80 minut. Do lotniska we Frankfurcie potrzeba ok. 70 minut, lotnisko Frankfurt-Hahn osiągalne jest w 80 minut. Ponadto przez miasto przebiega droga krajowa B39 wiodąca przez Spirę do Heilbronn, umożliwiająca połączenie z autostradami A5, A6 i A81, a także w kierunku Kaiserslautern, droga krajowa B38 przez Landau in der Pfalz, Bad Bergzabern do Wissembourga we Francji i dalej do autostrady A35 w kierunku Strasburga i droga krajowa B271 przez Bad Dürkheim do Alzey. Neustadt, jak jego nazwa wskazuje, leży na trasie turystycznej Deutsche Weinstraße.

### Transport kolejowy

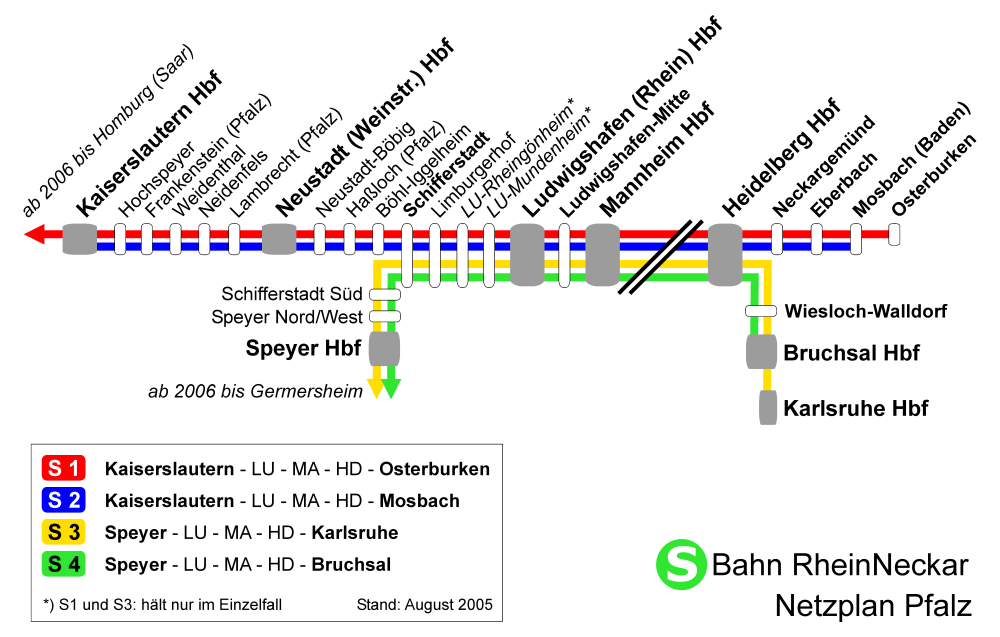
Plan połączeń S-Bahn

Stacja kolejowa z dworcem Neustadt Hauptbahnhof w Neustadt jest największym węzłem kolejowym w południowej części Nadrenii-Palatynatu. Położona w połowie drogi między Kaiserslautern i Mannheim, stanowi początek linii w kierunku Landau in der Pfalz/Karlsruhe i Bad Dürkheim/Grünstadt.
Od 1996 roku przez miasto przejeżdża pociąg InterCity – z Frankfurtu nad Menem i Mannheim przez Kaiserslautern do Saarbrücken, poza tym trzy pociągi EuroCity – połączenie z Frankfurtu do Paryża. Na terenie dworca znajduje się Muzeum Kolejnictwa (Eisenbahnmuseum).
Od 2007 roku przez miasto przejeżdża pięć pociągów Intercity-Express z Frankfurtu nad Menem do Paryża.

## Kultura i miejsca warte zobaczenia

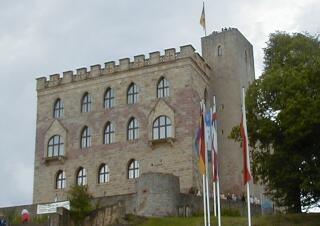
Zamek Hambach

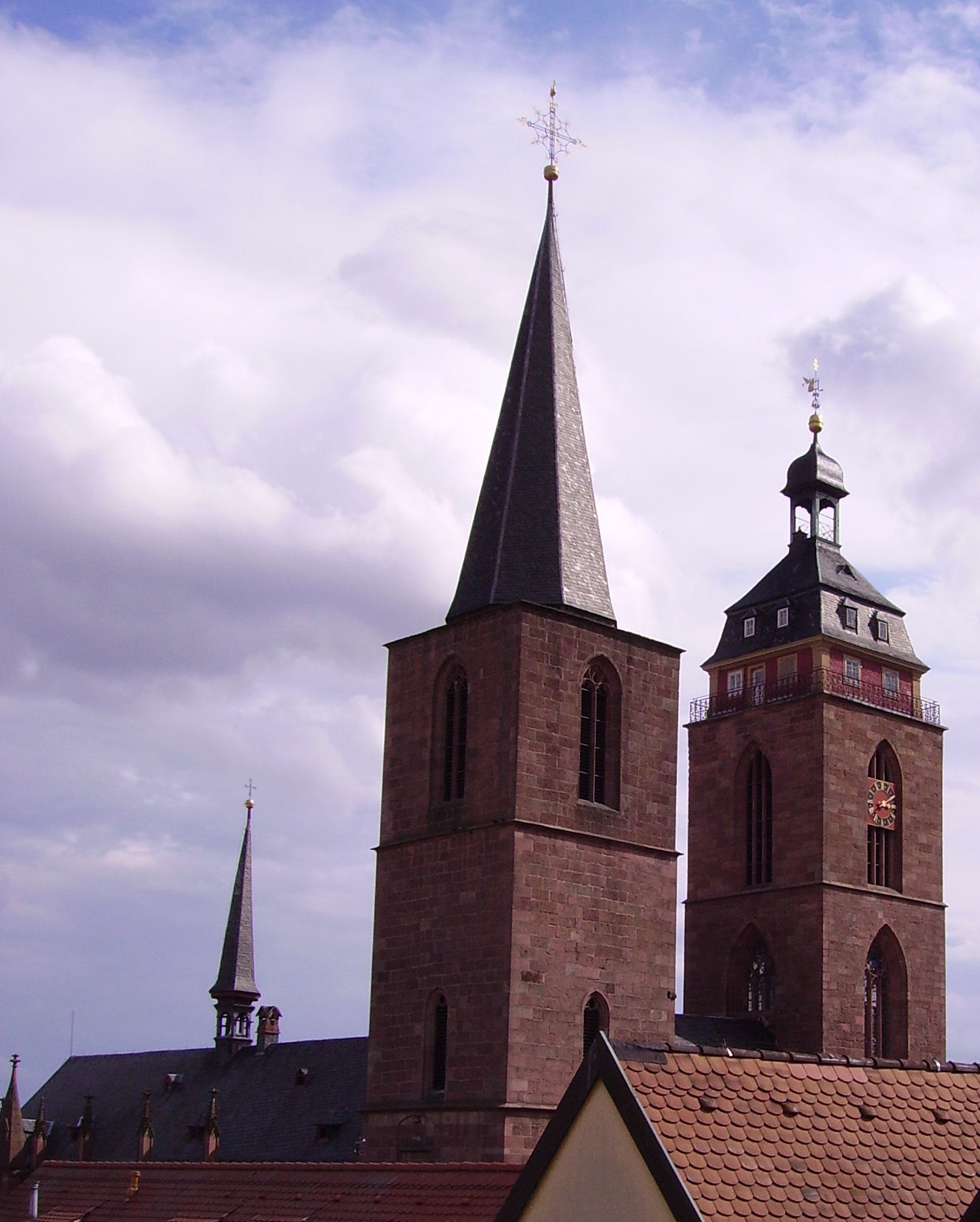
Wieże kolegiaty

### Kultura
- Freilichtbühne – scena w parku przy willi Böhm
- Saalbau – teatr i sala koncertowa
- Herrenhof Mußbach – dawny folwark, obecnie centrum kultury

### Budowle
- zamek Hambach (Hambacher Schloss)
- ruiny zamku Wolfsburg
- zamek Winzingen z pałacem Haardt
- gotycka kolegiata (jeden mur dzieli kościół na część katolicką i protestancką)
- uniwersytet Casimirianum
- historyczne Stare Miasto (Altstadt)
- Elwetridschebrunnen – fontanny na Starym Mieście w kształcie bajkowych stworów – Elwetritsch. Jest to narodowe zwierzę Palatynatu, wesoły, kolorowy stwór przypominający ptaka, z którym wiążą się liczne baśnie i legendy.

### Muzea
- Muzeum Kolejnictwa (Eisenbahnmuseum)
- Muzeum urodzonego w mieście malarza Otto Dilla (Otto-Dill-Museum)

### Festyny
Neustadt znane jest także z organizowania festynów i winobrań. Od 1949 roku wybierana jest Niemiecka Królowa Wina (Deutsche Weinkönigin). Festyny trwają od kwietnia (Mandelblütenfest w dzielnicy Gimmeldingen) do października praktycznie co tydzień. Punktem kulminacyjnym jest tradycyjny największy w Niemczech korowód winiarzy na początku października.

## Polityka

### Herb miasta
Herb miasta przedstawia na czarnym polu obróconego w prawo złotego lwa, pazury i język czerwone, na głowie nosi czerwoną koronę, na której znajdują się trzy złote krzyże. Nawiązuje on do herbu historycznego Palatynatu (Kurpfalz), do którego niegdyś Neustadt, jak i zamek Winzingen należały.

### Rada miasta
Stan na 13 czerwca 2004:
1. CDU 47,1%
2. SPD 22,3%
3. FWG 15,8%
4. GRÜ 9,3%
5. FDP 5,5%

## Współpraca
Miejscowości partnerskie:
- Lincoln, Wielka Brytania:
- Mâcon, Francja
- Manchester, Stany Zjednoczone
- Mersin, Turcja
- Namur, Belgia
- Quanzhou, Chiny
- Wernigerode, Saksonia-Anhalt